# Hugues Beauzile
Pas d'image ? Cliquez ici
Piolets d'or
Hugues Beauzile, surnommé « le Rasta », né le 22 janvier 1967 à Jonzac en Charente-Maritime, et mort le 1er février 1995 sur l'Aconcagua en Argentine, est un grimpeur et alpiniste français.

## Biographie
Hugues Beauzile est né à Jonzac en Charente-Maritime. Son père Raphael Beauzile, d’origine haïtienne, est venu en France dans les années 1950 pour étudier. Lorsque le dictateur François Duvalier arrive au pouvoir en Haïti, il ne peut pas retourner dans son pays natal. Resté en exil, il rencontre sa femme Nicolle à l'université de Poitiers et le couple aura trois enfants : Fabienne, Hugues et Hélène. Quand Hugues a six ans, la famille déménage en Côte d'Ivoire, son père est dentiste dans un hôpital, sa mère enseigne dans un collège. Hugues Beauzile revient en France, à l'âge de 15 ans.
Une fois son service militaire effectué au 13e régiment de dragons parachutistes à Bordeaux, il rejoint sa compagne Laure étudiante à Montpellier. Hugues pratique l'athlétisme mais des douleurs aux genoux le conduisent à changer de pratique sportive. Il découvre alors l'escalade après avoir vu Patrick Edlinger dans le film La Vie au bout des doigts et se met à grimper en falaise à Claret, près de Montpellier.
Un jour au pied, il rencontre l'alpiniste Lucien Bérardini qui devient son père spirituel d'escalade. Avec Bérardini, Pierre Rouzo et d'autres, ils équipent et aménagent de nombreuses voies à Claret (Hérault) et Saint-Bauzille-de-Montmel en imposant leur charte d'une escalade une éthérée et poétique de la montagne, esthétique et engagée sur le plan aérien. Hugues Beauzile fonde le club d'escalade Scalata en 1993.

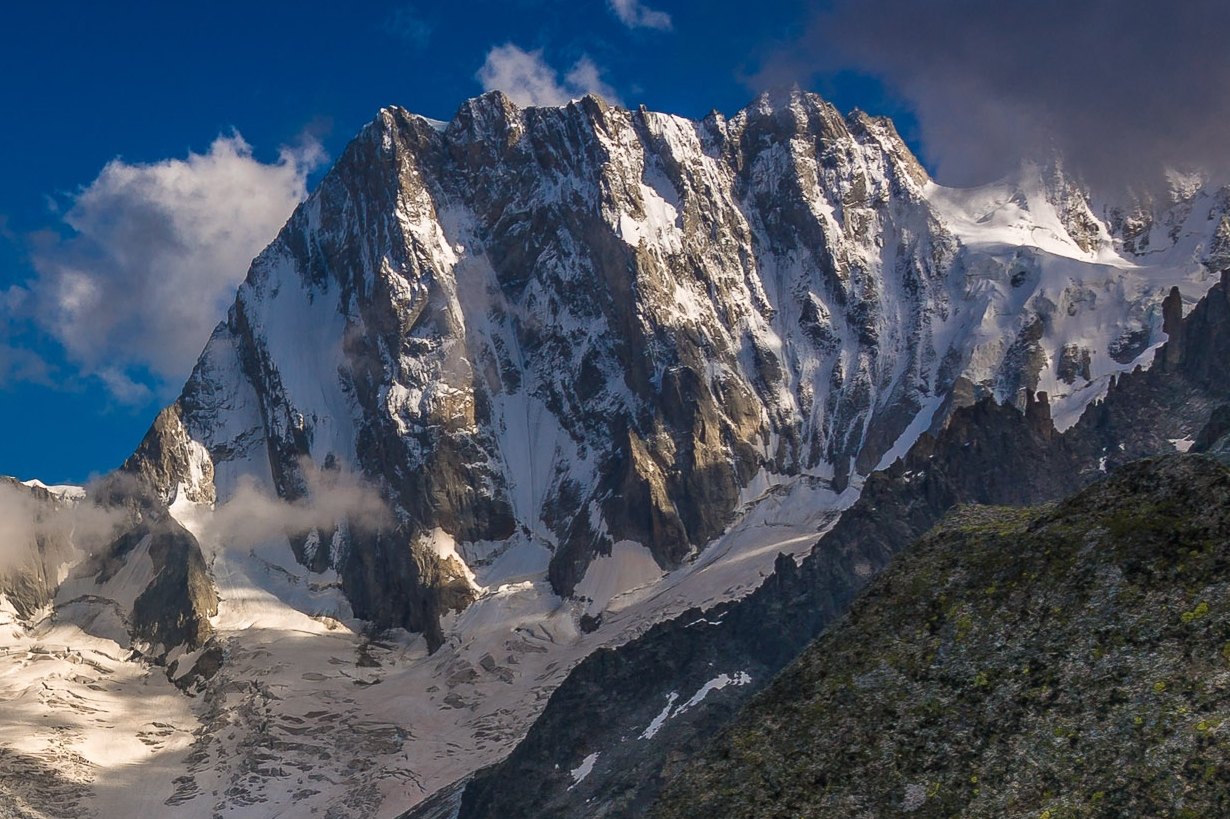
La face Nord des Grandes Jorasses.

Lucien Bérardini l'emmène dans les Alpes en 1993, il raconte à Hugues Beauzile ses exploits à la conquète de sommets au quatre coins du globe « Bérardini m’a fait découvrir cet univers. Il m’en a parlé avec un tel bonheur ». Hugues se met à rêver d'alpinisme, d'Himalaya, de sommets lointains. En voyant l'immense face nord des Grandes Jorasses, Hugues veut s'y lancer, « Tu n'est pas encore prêt », lui répond le vieux montagnard. De retour dans la vallée de Chamonix, Hugues s’échappe pour l'ascension hivernale en solo de l’éperon Walker des Grandes Jorasses. Tandis que Chamonix, incrédule, y voit un acte de folie et que les hélicoptères tournent au-dessus de sa tête pour filmer Catherine Destivelle, engagée dans une voie voisine, voit Hugues Beauzile, inconnu au bataillon, réussir la troisième ascension hivernale solitaire d’une des voies mythiques des Alpes.

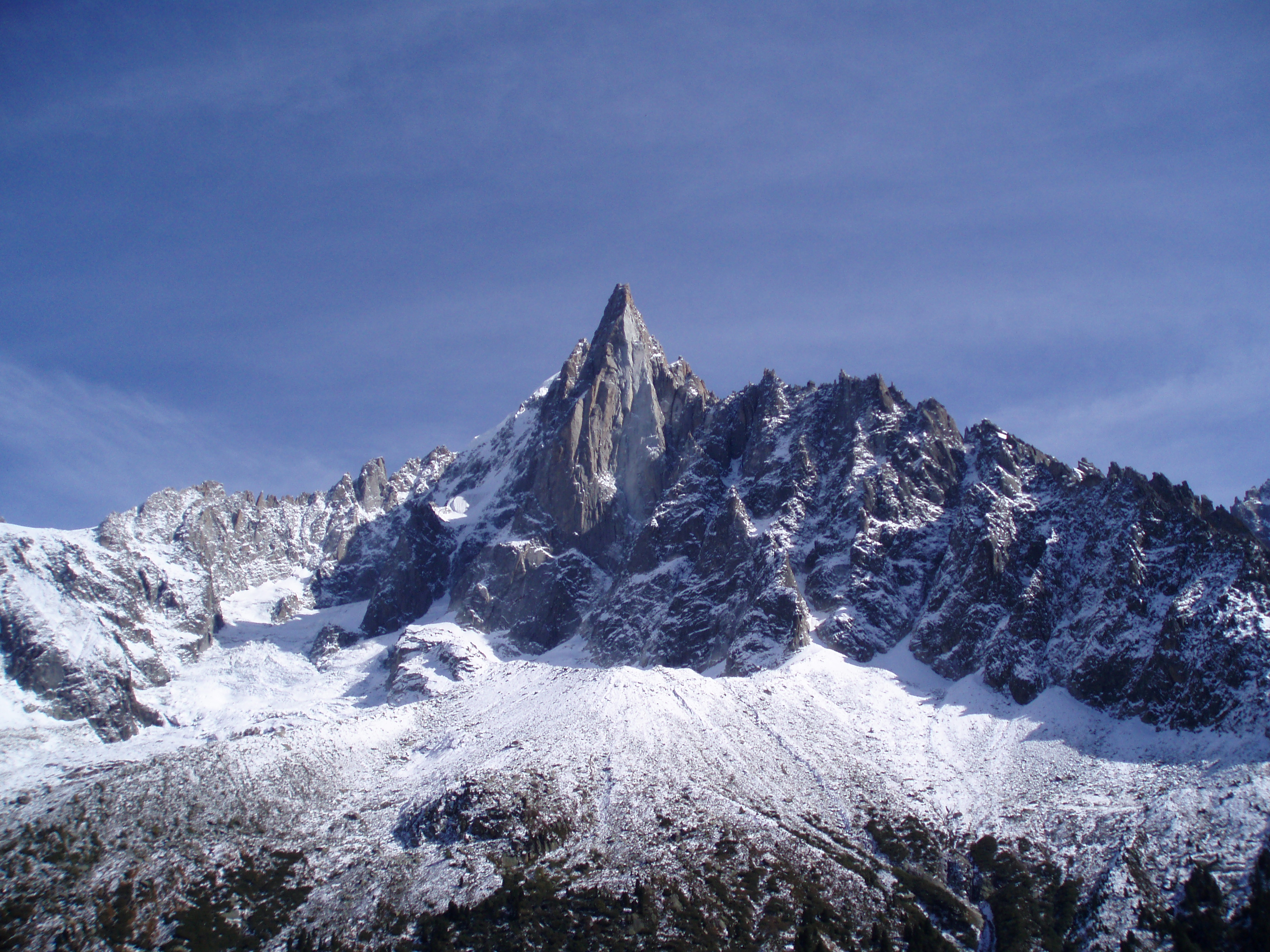
Aiguilles des Drus.

En 1994, Hugues Beauzile réitère l'exploit en réussissant la ascension hivernale de la voie Thomas-Gross aux Drus en solo, en 11 jours,. La communauté alpine, stupéfaite, s'incline devant la performance et Hugues Beauzile fait la couverture du magazine Vertical. Olivier Mériaux, secrétaire du Club Alpin Français d'Avignon, a écrit au magazine : « Je ne peux dire qu'une chose : chapeau bas. J’espère que d’autres pourront apprécier à sa juste valeur la qualité de cette prouesse, tant par son niveau technique que par les moyens rigoureusement irréprochables. » Dans Montagnes, Mario Colonel prédisait que de brillants jeunes alpinistes comme Hugues, qui a fait ses débuts en falaise, combleraient le fossé entre l'escalade sportive et l'alpinisme et prouveraient que les deux genres « appartiennent à la même famille ». La Fédération française de la montagne lui attribue le trophée Cristal Alpin (1994) pour cette ascension,.

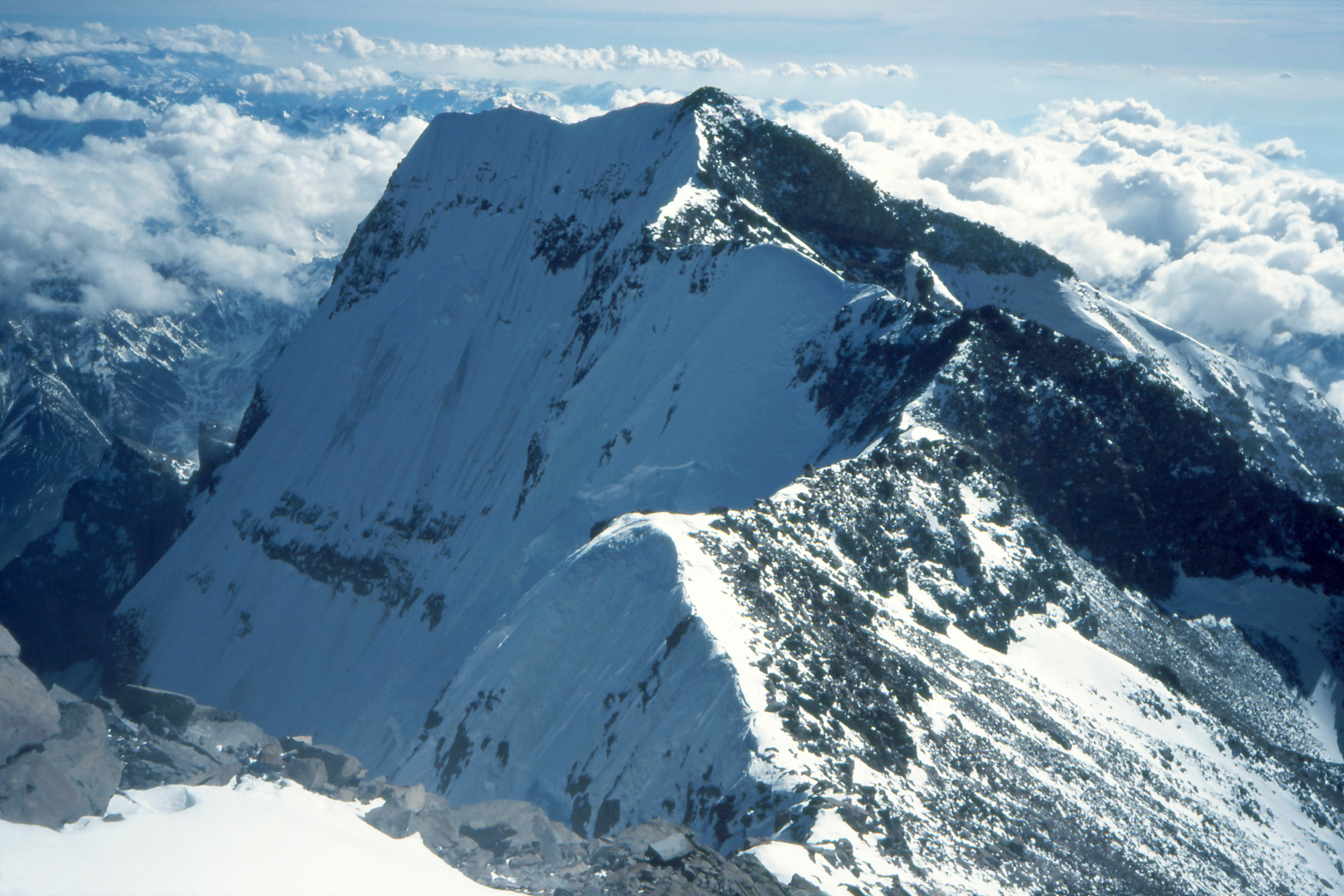
La face Sud de l'Aconcagua (Argentine) en 2007.

En janvier 1995, Bérardini emmène Hugues Beauzile, alors agé de 28 ans, en Argentine pour l'ascension de la face sud de l'Aconcagua - quarante ans après la première de cette voie réalisée en février 1954 par l'équipe française composée de René Ferlet, Lucien Bérardini, Adrien Dagory, Edmond Denis, Pierre Lesueur, Robert Paragot et Guy Poulet. Mais cette fois-ci la face Sud est très enneigée avec de grandes congères et des avalanches, Lulu Bérardini, juge la voie trop dangereuse et décide de partir s'acclimater sur la voie normale de la face Nord moins hostile. À peine parti, Hugues s'engage seul dans la voie française de la face Sud le 19 janvier. Les conditions ne sont pas bonnes et, après deux jours en paroi, il fait cordée avec le guide corse Pierre Griscelli et sa cliente Céline Rambaud qui grimpaient juste derrière lui. En unissant leurs forces, ils avaient une chance d'atteindre le sommet malgré d'importantes chutes de neige et trois jours de mauvais temps. Après plus de huit jours dans la face, très fatigués, ils basculèrent dans le versant Nord de descente de l'Aconcagua. Pierre, le moins atteint, les laisse à l'abri dans une tente puis erre pendant deux jours pour aller chercher les secours. Pierre Griscelli et Céline Rambaud devront subir des amputations, Hugues Beauzile meurt d'épuisement le 1er février 1995, à l'âge de 28 ans.
En janvier 1997, Lulu Bérardini accompagnait Nicolle, la mère de Hugues Beauzile, et sa soeur Fabienne Beauzile, jusqu’a un lac alpin bleu sous la face Sud de Aconcagua, où elles dispersèrent les cendres d’Hugues.